# Transmission
Transmission – wieloplatformowy klient sieci BitTorrent, napisany w języku C. Jest on wolnym oprogramowaniem na dwóch licencjach: GNU General Public License oraz MIT.

## Możliwości
- szyfrowanie protokołu (ang. BitTorrent protocol encryption – PE)
- obsługa UPnP i NAT-PMP
- wymiana listy peerów (ang. peer exchange – PEX)
- możliwość zdalnej obsługi za pomocą przeglądarki (WebGUI)
- harmonogram pobierania
- ograniczanie prędkości wysyłania i pobierania danych
- swobodny wybór plików do pominięcia
- możliwość ustawiania priorytetów dla ściąganych torrentów, a także dla poszczególnych plików wewnątrz torrenta
- blokowanie adresów IP
- łączenie z trackerami poprzez protokół HTTPS
- obsługa IPv6 (od wersji 1.50)
- tworzenie plików torrent
- opcja sortowania i filtrowania
- pojedyncze nasłuchiwanie portu dla każdego torrenta
- obsługa DHT (główny kod) od wersji 1.70, IPv6 DHT dodane od 1.80
- automatyczna aktualizacja z użyciem Sparkle (dotyczy systemu OS X)